# Jigga That Nigga
Jigga That Nigga is een single van de Amerikaanse rapper Jay-Z. Het is de derde single van zijn zesde studioalbum, The Blueprint. De single bereikte de nummer 66 op de Amerikaanse Hot 100.